# 梁川郁雄
梁川 郁雄（やながわ いくお、1941年1月10日- ）は、広島市出身で、1960年代に阪急ブレーブスと広島カープでプレーしたプロ野球選手である。現役時代のポジションは、外野手。
なお、1962年からの3年間は、登録名を「梁川 在雄（読みは上記と同じ）」に変更していた。

## 来歴・人物
同じ広島出身で同学の張本勲とは、高校時代に反対のルートを辿る。1956年広陵高等学校に入学し（当時の名前は梁川在雄）、1年からレギュラーとなり同年夏の甲子園広島県予選では二番ファーストで出場したが、無名の廿日市高校に初戦敗退すると、監督の指導方針に造反し退学。梁川の後、秋季大会から二番に入ったのが同級の三原新二郎。大阪の浪華商業（現・大体大浪商）に転校し、張本や山本集とチームメイトになるが、野球部が不祥事により1年間の出場停止になったため、仕方なく広島に戻り広島松本商業高校（現・瀬戸内高校）に再転校した。同校卒業後、関西大学へ進学。関西六大学リーグで通算37試合に出場し、95打数25安打、打率.263の成績を残すが3年で中退し、1962年に阪急ブレーブスへ入団。
ルーキー年には西鉄ライオンズとの開幕戦で3-3の同点で延長11回からサヨナラヒットを放つなど、この年は103試合に出場し「阪急に期待の大物出現!」と連日スポーツ紙を賑わせる活躍だった。
しかし二年目以降は出場の機会が減少し、自身の腰痛もあって控えの外野手となる。ブレーブスには5年間在籍し1967年、念願叶い地元・広島カープへトレードされたが、出番は5試合に留まり一年で引退した。
現役引退後は広島市西区に在住し、横川駅近くなどで飲食店『串焼 狄(てき)』を経営。引退時のカープの監督だった長谷川良平は何度も店に足を運び、激励してくれたという。

## 詳細情報

### 年度別打撃成績
| 年 度     | 球 団     | 試 合 | 打 席 | 打 数 | 得 点 | 安 打 | 二 塁 打 | 三 塁 打 | 本 塁 打 | 塁 打 | 打 点 | 盗 塁 | 盗 塁 死 | 犠 打 | 犠 飛 | 四 球 | 敬 遠 | 死 球 | 三 振 | 併 殺 打 | 打 率 | 出 塁 率 | 長 打 率 | O P S |
| --------- | --------- | ----- | ----- | ----- | ----- | ----- | -------- | -------- | -------- | ----- | ----- | ----- | -------- | ----- | ----- | ----- | ----- | ----- | ----- | -------- | ----- | -------- | -------- | ----- |
| 1963      | 阪急      | 103   | 77    | 73    | 10    | 7     | 2        | 2        | 0        | 13    | 0     | 4     | 5        | 0     | 0     | 3     | 0     | 1     | 24    | 3        | .096  | .143     | .178     | .321  |
| 1964      | 阪急      | 62    | 28    | 27    | 9     | 3     | 0        | 1        | 0        | 5     | 1     | 1     | 0        | 0     | 0     | 0     | 0     | 1     | 7     | 1        | .111  | .143     | .185     | .328  |
| 1965      | 阪急      | 30    | 29    | 29    | 4     | 4     | 0        | 1        | 0        | 6     | 0     | 2     | 0        | 0     | 0     | 0     | 0     | 0     | 7     | 0        | .138  | .138     | .207     | .345  |
| 1966      | 阪急      | 4     | 1     | 1     | 0     | 0     | 0        | 0        | 0        | 0     | 0     | 1     | 0        | 0     | 0     | 0     | 0     | 0     | 0     | 0        | .000  | .000     | .000     | .000  |
| 1967      | 広島      | 5     | 6     | 6     | 0     | 0     | 0        | 0        | 0        | 0     | 0     | 0     | 0        | 0     | 0     | 0     | 0     | 0     | 0     | 0        | .000  | .000     | .000     | .000  |
| 通算：5年 | 通算：5年 | 204   | 141   | 136   | 23    | 14    | 2        | 4        | 0        | 24    | 1     | 8     | 5        | 0     | 0     | 3     | 0     | 2     | 38    | 4        | .103  | .135     | .176     | .311  |

### 背番号
- 65（1962年 - 1963年）
- 35（1964年 - 1966年）
- 36（1967年）

### 登録名
- 梁川 在雄 （やながわ いくお、1962年 - 1964年）
- 梁川 郁雄 （やながわ いくお、1965年 - 1967年）